# 倫訥河 (威悉河支流)
51°59′0.9″N 9°31′14.6″E / 51.983583°N 9.520722°E

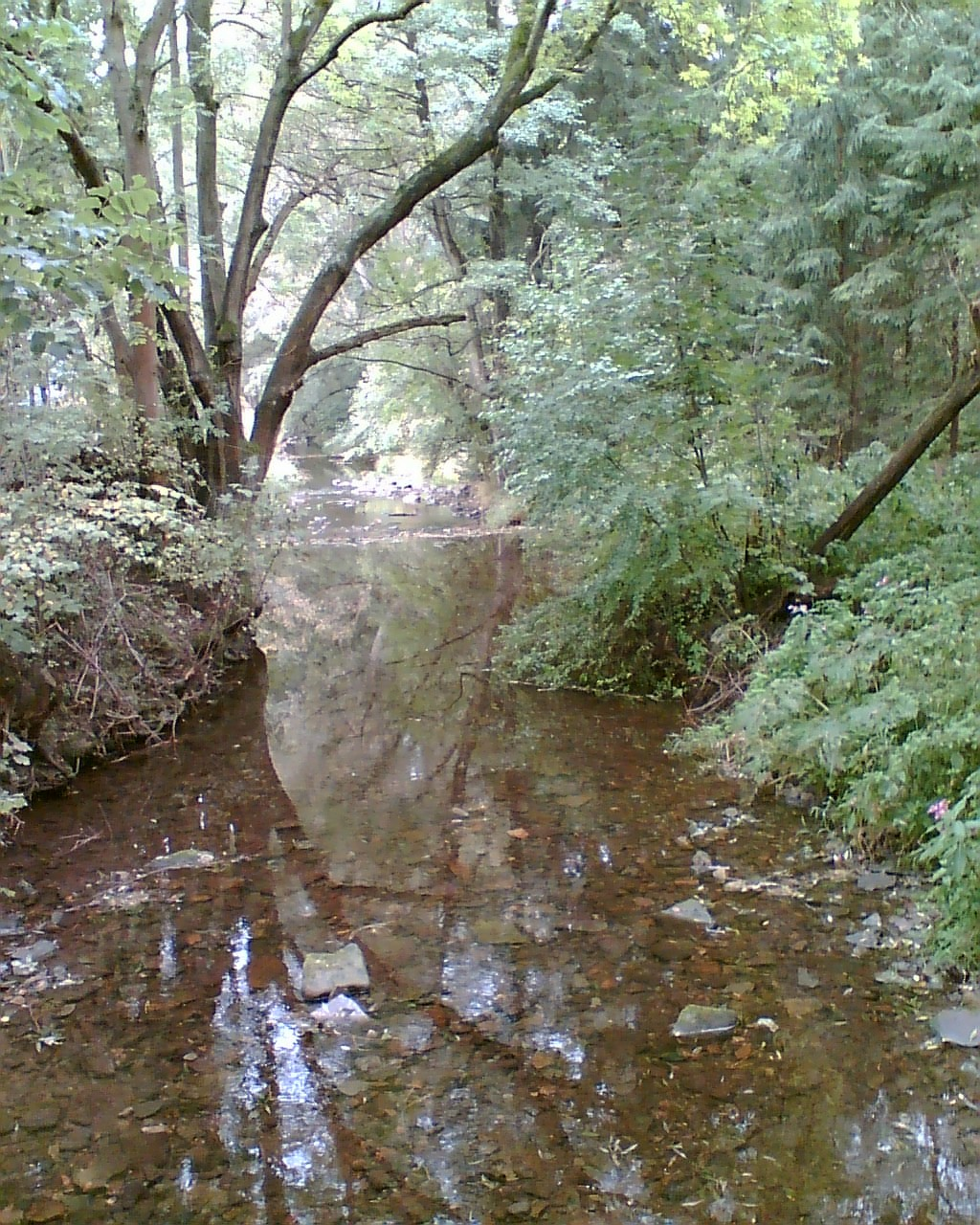
倫訥河（威悉河支流）

倫訥河（德語：Lenne），是德國的河流，位於該國西北部，由下薩克森州負責管轄，屬於威悉河的右支流，河道全長23.7公里，流域面積125平方公里，河口處在博登韋德附近。